# آموزش ویولنسل با توکاتا و فوگ
آموزش ویولنسل با توکاتا و فوگ (انگلیسی: Lezioni di violoncello con toccata e fuga) یک فیلم کمدی سکسی سبک ایتالیایی به کارگردانی ویتوریو دِ سیستی است که در سال ۱۹۷۶ منتشر شد.

## گزیدهٔ بازیگران
- کارلو جوفره
- مارینا مالفاتی
- گابریله فرزتی
- ماریو اسکاچا
- کریستیان بورومئو
- لئوپولدو تریئسته
- لوئیجی مونتینی